# Paulerspury
Paulerspury – wieś w Anglii, w hrabstwie Northamptonshire, w dystrykcie (unitary authority) West Northamptonshire. Leży 16 km na południe od miasta Northampton i 88 km na północny zachód od Londynu. Miejscowość liczy 991 mieszkańców.